# Georgina Spelvin
Georgina Spelvin (Houston, Texas; 1 de marzo de 1936) es el nombre artístico de Michelle Graham, una ex actriz pornográfica estadounidense, famosa por su aparición en la película The Devil in Miss Jones.

## Biografía

### Antes delDiablo
Spelvin nació en 1936 en Houston Texas, durante su niñez padeció la polio, pero se recuperó a tiempo para dedicarse a la danza. Comenzó su carrera profesional como corista en Nueva York apareciendo en varias producciones de Broadway como Guys and Dolls, Sweet Charity y The Pajama Game. En 1957 haría su primera película porno, The Twilight Girls, de tipo softcore lésbico.

#### Nombre artístico
Cuando su amigo, el actor Harry Reems, la introdujo en el mundo del cine para adultos, conoció al director Gerard Damiano. Allí escogió el seudónimo de Georgina Spelvin, el cual es una variación de George Spelvin (nombre tradicionalmente usado por actores de escenario).
Aunque Spelvin es conocida por unas pocas escenas sexuales de finales de los 60, se hizo una de las figuras más conocidas del género hardcore por su papel protagonista en The Devil in Miss Jones de 1973. Spelvin hizo aparición en aproximadamente 70 películas antes de retirarse en 1982. Cabe añadir que apareció en la película de bajo presupuesto Girls For Rent, donde también se encargó del diseño de vestuario, aparte de sus cameos en las películas Loca academia de policía 1 y 3. Al principio, ella iba encaminada para un papel más mayoritario, pero finalmente le dieron el papel de prostituta puesto que esperaban que los espectadores la conocieran como aquella actriz porno. En los films también se implicaba el uso de las felaciones. Además, también ha tenido mayor protagonismo en otras producciones como en Bad Blood, donde apareció acreditada como "Ruth Raymond", y en Next Year in Jerusalem al igual que en los programas de televisión Dream On y The Lost World
Spelvin personificó la era del porno chic. En 1973, Robert Berkvist escribió en The New York Times que "'Miss Jones' is as familiar in [the respectable and well-to-do New York suburb of] Scarsdale as she is on Broadway."

#### Vida personal
Durante la década de los 70, mantuvo una relación lésbica a largo término con Clair Lumaire, compañera de reparto en The Devil in Miss Jones.

### Después delDiablo
Tras su marcha del cine pornográfico, se hizo diseñadora gráfica hasta que en 2001 se jubiló a los 65 años.
En 2004, hizo un cameo en el remake de The Devil in Miss Jones titulado The New Devil in Miss Jones.[cita requerida]
En 2005 fue entrevistada para la película documental Inside Deep Throat. A la tercera semana de febrero de 2008 se trasladó a Los Ángeles, donde reside junto con su marido John Welsh.
En 2009. apareció en el videoclip de la canción Paradise Circus del grupo Massive Attack.

#### Autobiografía
En mayo de 2008, publicó su autobiografía: The Devil Made Me Do It, e hizo una aparición a través de un corto web donde anunció su lanzamiento a sus fanes de Internet. El libro, una obra autopublicada, está disponible en su website.

## Filmografía
- Red Ribbons (1994)
- Bad Blood (1989)
- Return to Justice (1989)
- Loca academia de policía 3 (1986)
- Super Sex (1986)
- Cumshot Revue 2 (1985)
- Loca academia de policía (1984)
- When She Was Bad (1983)
- Between Lovers (1983)
- Endless Lust (1983)
- Snow Honeys (1983)
- Garage Girls (1982)
- Centerspread Girls (1982)
- The Devil in Miss Jones, Part II (1982)
- Behind the Scenes of an Adult Movie (1981)
- Ring of Desire (1981)
- Teacher's Pet (1981)
- The Seven Seductions of Madame Lau (1981)
- The Dancers (1981)
- Country Comfort (1981)
- Indecent Exposure (1981)
- The New York City Woman (1980)
- That's Porno (1980)
- Urban Cowgirls (1980)
- Mystique (1979)
- Tropic of Desire (1979)
- Babylon Pink (1979)
- The Ecstasy Girls (1979)
- Fantasy (1979)
- For Richer, for Poorer (1979)
- El Paso Wrecking Corp. (1978)
- The Erotic Adventures of Candy (1978)
- Love Airlines (1978)
- Take Off (1978)
- Easy (1978)
- Honky Tonk Nights (1978)
- Sensual Encounters of Every Kind (1978)
- The Jade Pussycat (1977)
- The Confessions of Linda Lovelace (1977)
- Desires Within Young Girls (1977)
- Teenage Twins (1976)
- The Journey of O (1976)
- Ping Pong (1976)
- Tarz and Jane and Boy and Cheeta (1976)
- Fantasy in Blue (1975)
- 3 A.M. (1975)
- Inside Georgina Spelvin (1975)
- All the Way (1975).... Dolores, wife of Everett
- Intensive Care (1975)
- Mount of Venus (1975)
- The Private Afternoons of Pamela Mann (1975)
- Sexual Ecstasy of the Macumba (1974)
- Girls for Rent (1974)
- Wet Rainbow (1974)
- Happy Days (1974)
- Honeymoon Suite (1974)
- Bible! (1974)
- Fringe Benefits (1974)
- Over Sexposure (1974)
- The Birds and the Beads (1973)
- Sleepy Head (1973)
- Teachers and Cream (1973)... aka Teacher's Pets
- The Russians Are Coming (1973)
- The Erotic Memoirs of a Male Chauvinist Pig (1973)
- High Priestess of Sexual Witchcraft (1973)
- The Newcomers (1973)
- Lecher (1973)
- Guess Who's Coming (1973)
- Bedroom Bedlam (1973)
- Devil's Due (1973)
- The Devil in Miss Jones (1973)
- Career Bed (1969)
- Sex by Advertisement (1969)
- The Twilight Girls, (1957)

## Recepción

### Premios
- 1976 AFAA Best Supporting Actress for Ping Pong[6]
- 1977 AFAA Best Actress for Desires Within Young Girls[6]
- 1978 AFAA Best Supporting Actress for Take Off[6]
- 1979 AFAA Best Supporting Actress for Esctacy Girls[6]
- 1980 AFAA Best Supporting Actress for Urban Cowgirls[6]
- 1981 AFAA Best Actress for Dancers[6]
- AVN Hall of Fame[7]
- Legends of Erotica[8]
- XRCO Hall of Fame[9]

### Nominaciones
- 2006 AVN Best Non-Sex Performance for The Devil in Miss Jones[10]